# Marcillac-Saint-Quentin
Marcillac-Saint-Quentin é uma comuna francesa na região administrativa da Nova Aquitânia, no departamento Dordonha. Estende-se por uma área de 16,61 km². Em 2010 a comuna tinha 824 habitantes (densidade: 49,6 hab./km²).